# 大魚夜市
大魚夜市（おおうおよいち）は、大阪府堺市堺区にある大浜公園で毎年7月31日に行われる魚市・夜市・祭。堺大魚夜市とも呼ばれる。堺の夏の風物詩的行事。

## 歴史
住吉大社の夏越祓神事に際して、8月1日に神輿が堺の宿院頓宮（住吉大社の御旅所。明治以降は大鳥大社の御旅所も兼ねている）に渡御するのに合わせて、地元の漁師たちが魚を持ち寄って神前に奉納。その際、大浜海岸に魚市が立ったことに由来する。古くは7月31日深夜から8月1日にかけて行われていたという。
始まりは定かでないが鎌倉時代頃から大浜海岸で行われ、1940年の開催の後戦争激化により中断。1950年に再開されたが、1958年に大浜海岸が埋め立てられたため、大浜公園に舞台を移し（年代不詳）、1974年まで続いた。1982年に再び復活し、現在に至っている。しかし新型コロナウイルス感染拡大により2020年～2022年は開催が中止となったが2023年より再開された。。2024年は泉州夢花火の開催（1回目:高石シーサイドフェスティバル（6月2日、浜寺公園）、2回目:堺大魚夜市、3回目:りんくう花火（8月24日））により7月27日に開催される。
1982年以降の開催地は主として大浜公園だが、一時期ザビエル公園に変更されたこともあった。また、2003年、2004年は浜寺公園で開催。2005年以降は再び大浜公園で開催され、約30万人が訪れた。
1982年の復活後から、堺青年会議所（現、堺高石青年会議所）が主催していたが、2005年は堺市などで構成する実行委員会が主催した。
浜寺公園で開催した2003年から花火の打ち上げを行ったが、2005年から5年間は行われなかった。2010年以降は例年実施している。

## 内容
年々内容は変化しているが、近年はおおむね次のような内容で行われていることが多い。
- 庖丁式
- 古式競り実演
- 一般競り